# Metacrangon robusta
Metacrangon robusta is een garnalensoort uit de familie van de Crangonidae. De wetenschappelijke naam van de soort is voor het eerst geldig gepubliceerd in 1935 door Kobjakova.